# William Lamb
William Lamb (Londen, 15 maart 1779 — Brocket Hall, Hertfordshire, 24 november 1848), 2e burggraaf Melbourne, was een Brits politicus. Hij was lid van de Whig Party en was minister van Binnenlandse Zaken (1830-1834) en minister-president (1834, 1835-1841) van het Verenigd Koninkrijk, en mentor van koningin Victoria.

## Biografie

### Begin van zijn politieke loopbaan
Geboren in een aristocratische Whig-gezinde familie en opgeleid aan Eton en het Trinity College te Cambridge, kwam hij terecht in een groep romantische radicalen waarbij ook Percy Bysshe Shelley en Lord Byron betrokken waren. In 1805 volgde hij zijn oudere broer op als erfgenaam van de titel van zijn vader en was vanaf toen bekend als lord Melbourne. In hetzelfde jaar huwde hij met Caroline Ponsonby. In 1806 werd hij tot lid van het Lagerhuis gekozen als Whig-parlementslid voor het kiesdistrict Leominster.
Hij kreeg voor het eerst algemene bekendheid om een reden die hij liever had vermeden; zijn vrouw had een openlijke affaire met Lord Byron. Om Byron uit zijn tent te lokken, had lady Caroline hem beschreven als "gek, slecht en gevaarlijk om te kennen", hetgeen stimulerend werkte op de dichter. Het resulterende schandaal was in 1812 de roddel van het jaar in het Verenigd Koninkrijk. Uiteindelijk verzoenden de echtgenoten zich met elkaar en hoewel ze in 1825 officieel scheidden, was Melbourne erg aangegrepen door Carolines dood in 1828.
Lambs strategie was het vinden van het politieke midden. Hoewel hij Whig was accepteerde hij in 1827 de post van minister voor Ierland in de gematigde Tory-regeringen van George Canning en Lord Goderich. Nadat hij door de dood van zijn vader in 1828 burggraaf van Melbourne werd, verhuisde hij van het Lagerhuis naar het Hogerhuis. Hij werd echter minister van Binnenlandse Zaken toen de Whigs onder Charles Grey in november 1830 aan de macht kwamen.
Opnieuw was het compromis de leidraad van Melbournes acties. Hij was tegen de radicale bestuurlijke hervormingen die de Whigs wilden doorvoeren, maar in plaats van de hervormingen gewoon kapot te maken wilde hij de aanname van de Reform Act van 1832 voorkomen door mensen van zijn eigen partij tot tegenstand te bewegen. Hoewel hij de Reform Act niet kon tegenhouden werd Melbourne door de Whig-leiders als de meest acceptabele opvolger van Lord Grey gezien toen deze in 1834 aftrad. Melbourne werd premier.

### Premierschappen

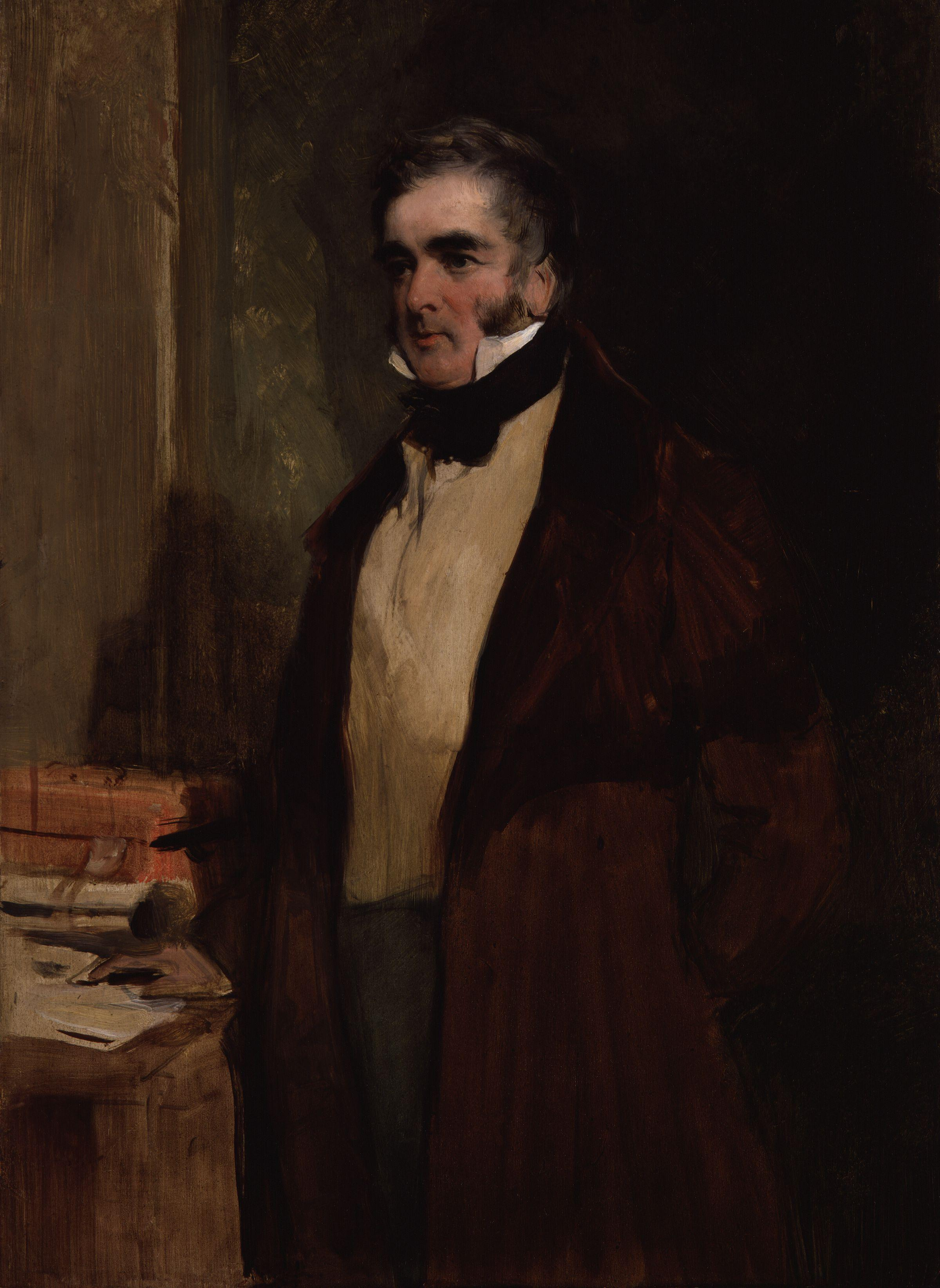
In 1834 werd Melbourne premier van het Verenigd Koninkrijk. Hij was premier toen de jonge koningin Victoria de troon betrad en had in het begin van haar regeerperiode een sterke invloed op haar.

De tegenstand van koning Willem IV tegen de radicale hervormingen van de Whigs bracht de koning er in november toe Melbourne te ontslaan. De koning gaf de Tories onder Robert Peel de gelegenheid om een regering te vormen. Doordat Peel in de verkiezingen van januari 1835 geen meerderheid in het Lagerhuis kon krijgen, werd het voor hem onmogelijk om verder te kunnen regeren en de Whigs kwamen onder Melbourne opnieuw aan de macht in april 1835.
Het volgende jaar raakte Melbourne opnieuw betrokken bij een seksschandaal. Deze keer was hij het slachtoffer van een poging hem te chanteren, ondernomen door de echtgenoot van een vriendin. De echtgenoot eiste 1400 pond, toen Melbourne weigerde het geld af te geven beschuldigde hij Melbourne ervan dat hij een affaire met zijn vrouw had. In de Victoriaanse tijd was één seksschandaal (zoals het schandaal waar Melbourne twee decennia eerder bij betrokken was) genoeg om de carrière van de meeste mannen te beëindigen. Het kan daarom als een teken van respect voor Melbournes integriteit worden gezien dat Melbournes regering niet viel. Nadat de echtgenoot, die de beschuldiging uitte, geen bewijs kon leveren voor een affaire, raakte het schandaal in de vergetelheid.
Melbourne was premier toen koningin Victoria in juni 1837 de troon besteeg. De jonge koningin, die nog maar net achttien was, was zich net aan het bevrijden van de ietwat negatieve invloed die uitging van haar moeder, de hertogin van Kent en haar adviseur John Conroy. In de volgende vier jaar leerde Melbourne Victoria hoe ze met politiek moest omgaan en de twee werden vrienden: Victoria zou ooit gezegd hebben dat ze Melbourne als een vader beschouwde (haar eigen vader stierf toen ze acht maanden oud was). Melbournes volwassen zoon was kort daarvoor gestorven. Melbourne kreeg een eigen appartement op Windsor Castle en ongegronde geruchten circuleerden dat Victoria met Melbourne, die veertig jaar ouder was dan zij, zou trouwen.
In mei 1839 vond de "Bedchamber Crisis" plaats toen Melbourne na een parlementaire stemming te hebben verloren wilde aftreden en Victoria het verzoek van beoogd premier Robert Peel om enkele dochters van Whig-parlementsleden uit haar hofhouding te ontslaan, afwees. Als monarch werd van haar verwacht dat ze niet liet blijken dat een oppositiepartij bij haar favoriet was. Haar actie (die door de Whigs werd gesteund) leidde ertoe dat Peel weigerde een regering te vormen. Melbourne werd gevraagd om aan te blijven als premier, wat hij ook deed.
Zelfs nadat Melbourne na een nieuwe stemmingsnederlaag in augustus 1841 definitief aftrad, bleef Victoria Melbourne schrijven. Ook dit was verboden, om dezelfde redenen die betrekking hadden op de samenstelling van haar hofhouding, en de correspondentie werd dan ook beëindigd. Melbournes rol raakte geleidelijk uitgespeeld omdat Victoria na haar huwelijk ging vertrouwen op haar echtgenoot, prins Albert, en op zichzelf.
Melbourne liet een aanzienlijke lijst van hervormingen na die weliswaar niet zo lang was als die van Lord Grey, maar desondanks wel belangrijke hervormingen bevatte. Zijn regering verminderde het aantal misdaden waar de doodstraf op stond, hervormde de armenwetten en hervormde het lokale bestuur.
De markantste herinnering aan lord Melbourne is de Australische stad Melbourne die in 1837 naar hem vernoemd is. Het landgoed in Melbourne, een dorpje in Derbyshire, zijn woonplaats, heet Melbourne Hall.
- Bibsys: 5015908
- Bibliothèque nationale de France: cb13536775b (data)
- Gemeinsame Normdatei: 118783041
- International Standard Name Identifier: 0000 0000 8353 3312
- Library of Congress Control Number: n79017992
- Nationale Bibliotheek van Tsjechië: jx20090128006
- Nationale bibliotheek van Australië: 35345759
- Nationale Bibliotheek van Israël: 987007265385205171
- Nationale Bibliotheek van Polen: a0000003159002
- Nederlandse Thesaurus van Auteursnamen: 099453347
- LIBRIS: 314155
- SNAC: w6gt6bnc
- Système universitaire de documentation: 061510394
- Trove: 919912
- Virtual International Authority File: 5727074
- WorldCat: E39PBJdRxDkhkyyydRtqDTJJjC

Walpole · 
Compton · 
Pelham · 
Pelham-Holles · 
Cavendish · 
Stuart · 
G. Grenville · 
Charles Watson-Wentworth · 
Pitt de Oudere · 
FitzRoy · 
North · 
Petty · 
Cavendish-Bentinck · 
Pitt de Jongere · 
Addington · 
W.W. Grenville · 
Perceval · 
Jenkinson · 
Canning · 
Robinson · 
Wellesley · 
Grey · 
Lamb · 
Peel · 
Russell · 
Smith-Stanley · 
Hamilton-Gordon · 
Temple · 
Disraeli · 
Gladstone · 
Gascoyne-Cecil · 
Primrose · 
Balfour · 
Campbell-Bannerman · 
Asquith · 
Lloyd George · 
Law · 
Baldwin · 
MacDonald · 
Chamberlain · 
Churchill · 
Attlee · 
Eden · 
Macmillan · 
Douglas-Home · 
Wilson · 
Heath · 
Callaghan · 
Thatcher · 
Major · 
Blair · 
Brown · 
Cameron · 
May · 
Johnson · 
Truss ·
Sunak ·
Starmer